# GG Волка
GG Волка (лат. GG Lupi), HD 135876 — тройная звезда в созвездии Волка на расстоянии приблизительно 468 световых лет (около 143 парсеков) от Солнца. Возраст звезды определён как около 7,762 млн лет.
Пара первого и второго компонентов — двойная затменная переменная звезда типа Беты Лиры (EB) в созвездии Волка на расстоянии приблизительно 468 световых лет (около 143 парсеков) от Солнца. Видимая звёздная величина звезды — от +6m до +5,49m. Орбитальный период — около 2,1642 суток.

## Характеристики
Первый компонент — бело-голубая звезда спектрального класса B7V, или B8. Масса — около 3,732 солнечных, радиус — около 2,59 солнечных, светимость — около 240,991 солнечных. Эффективная температура — около 14750 К.
Второй компонент — бело-голубая звезда спектрального класса B9V. Масса — около 2,64 солнечных, радиус — около 1,79 солнечных, светимость — около 39,084 солнечных. Эффективная температура — около 11200 К.
Третий компонент — коричневый карлик. Масса — около 47,57 юпитерианских. Удалён на 2,32 а.е..